# Ignacy Malczewski (zm. 1779)
Ignacy Malczewski herbu Tarnawa (zm. 1779) – regent nadworny kancelarii mniejszej koronnej. Dzierżawca majątków ziemskich. Zaufany Czartoryskich. Dziadek poety Antoniego i generała Konstantego.
Syn Antoniego i Marianny z Dobrzyńskich.
W 1755 w Zasławiu poślubił Antoninę Dunin (matką Antoniny zaś Fryderyka Rochlitz, córka Jana Jerzego IV z nieprawego łoża). Miał z nią dwóch synów: Jana Józefa i Franciszka Ksawerego.
Jako poseł województwa bracławskiego na sejm konwokacyjny 7 maja 1764 roku podpisał manifest, uznający odbywający się w obecności wojsk rosyjskich sejm za nielegalny.
Brał zastawne dzierżawy: wieś Jagodną, potem Pleszczyn, Siwki, Kuczmarów, następnie Rybki, Toporki i Toporczyki. Podniósł w znacznym stopniu status majątkowy całej rodziny.
Zmarł w 1779 w Zasławiu a jego majątek, bez grosza długu, wyceniono na 2 miliony złotych. Wdowa otrzymała dożywocie na wszystkich dobrach, ale po dwóch latach zrzekła się swoich praw.

## Wywód genealogiczny
| 4. Jan Franciszek Malczewski |  |                        |  |  |                               |
|                              |  | 2. Antoni Malczewski   |  |  |                               |
| 5. NN                        |  |                        |  |  |                               |
|                              |  |                        |  |  | 1. Ignacy Malczewski (regent) |
| 6. ? Dobrzyński              |  |                        |  |  |                               |
|                              |  | 3. Marianna Dobrzyńska |  |  |                               |
| 7. NN                        |  |                        |  |  |                               |
|                              |  |                        |  |  |                               |